# 珊瑚岛 (西沙群岛)
珊瑚岛是西沙群島中的一個島嶼，现由中华人民共和国政府实际控制，行政上划归海南省三沙市管辖。越南稱之為黃沙島（越南语：／），亦声称拥有其主权。

## 地理位置
珊瑚岛位于南中国海西沙群岛永乐群岛的永乐环礁西部，甘泉岛以北约2海里，全富岛西南4.5海里。

## 地理地质
珊瑚岛坐落在礁盘西南侧，面积0.31平方公里，最高点海拔9米。岛上周高中低，岛内圆心周围地势低平为干涸潟湖演化而来，土壤主要是磷质石灰土，岛外围环绕有沙堤带。岛上沙层厚有淡水可饮用。岛上植被繁茂，鸟类众多。

## 历史
- 1909年广东水师提督李准巡海时，发现该岛珊瑚极多，故命名为“珊瑚岛”。
- 二十世纪三十年代法国实际控制珊瑚岛。
- 第二次世界大战后中华民国宣称对西沙群岛的管辖。
- 1956年7月，越南共和國（南越）实际控制珊瑚岛、甘泉岛、晋卿岛，以及南沙的南威岛。[1]1961年南越宣称西沙群岛隶属广南省。1966年8月南越由于兵力不足、补给成本高昂，从甘泉岛、晋卿岛撤军，只保留在珊瑚岛驻军。并且在珊瑚岛兴建了大量房屋设施。
- 1974年西沙之战，中国方面获胜，实际控制珊瑚岛。

## 命名
- 1935年公布名称为“逼陶尔岛”（英語：Pattle Island）。
- 1947年和1983年公布名称为“珊瑚岛”。

中国渔民俗称“老粗峙”、“老粗岛”。

## 岛上状况
岛上有一间1934年潭门镇渔民建立的小庙。岛上有气象站，疏浚航道建有码头。